# 로런 베넷
로런 베넷(Lauren Bennett, 1989년 6월 23일 ~ )은 잉글랜드의 가수이다. 파라다이소 걸스의 멤버로 활동하고 있었지만 해체되었다. 현재는 푸시캣 돌스의 일원이다. LMFAO의 히트곡인 Party Rock Anthem을 피처링하였다.